# Myotis volans
Myotis volans — вид роду Нічниця (Myotis).

## Поширення, поведінка
Країни проживання: Канада (Альберта, Британська Колумбія), Мексика, США. Ці кажани знаходяться в лісових регіонах. Вони лаштують сідала на деревах, ущелинах, тріщинах в берегах річок, будівлях і спорудах.